# Edmond Leburton
Edmond Leburton (ur. 18 kwietnia 1915 w Waremme, zm. 15 czerwca 1997 tamże) – belgijski i waloński polityk oraz samorządowiec, działacz ugrupowań socjalistycznych, deputowany i minister, w latach 1973–1974 premier Belgii, przewodniczący Izby Reprezentantów (1977–1979).

## Życiorys
W 1935 ukończył nauki społeczne i polityczne na Uniwersytecie w Liège. Pracował jako urzędnik w ministerstwie spraw zagranicznych. W 1940 w trakcie II wojny światowej został wzięty do niewoli. Po ucieczce dołączył do ruchu oporu, był dowódcą jednej z grup w ramach Armée secrète, a także udzielał się w podziemnym ruchu socjalistycznym. Działacz Belgijskiej Partii Socjalistycznej i po jej rozpadzie w 1978 walońskiej Partii Socjalistycznej. Od 1945 pracował przez kilkanaście lat jako wykładowca. W drugiej połowie lat 40. współpracował z ministrem pracy Léonem-Éli Trocletem.
Od 1947 do 1987 sprawował urząd burmistrza Warreme, do 1988 był także radnym miejskim. Między 1946 a 1981 członek Izby Reprezentantów. W latach 1980–1981 zasiadał w radzie regionalnej Walonii. Był ministrem: zdrowia publicznego i rodziny (1954–1958), spraw społecznych (1961–1965), do spraw koordynacji polityki infrastrukturalnej (1965–1966) i gospodarki (1969–1971). W 1947 dołączył do biura partii, od 1971 do 1973 obok Flamanda Josa Van Eynde pełnił funkcję współprzewodniczącego Belgijskiej Partii Socjalistycznej. Od stycznia 1973 do kwietnia 1974 sprawował urząd premiera Belgii. W latach 1977–1979 był przewodniczącym niższej izby belgijskiego parlamentu.
W 1947 zawarł związek małżeński z Charolotte Joniaux, miał dwóch synów.